# Jo Inoue
Jo Inoue (井上 丈 Inoue Jo?), född 21 maj 1994 i Toyama prefektur, är en japansk fotbollsspelare.
Inoue började sin karriär 2013 i SV Gonsenheim. 2015 flyttade han till Grulla Morioka. Han spelade 33 ligamatcher för klubben.